# اوچچوگوی-بوتوبویا
اوچچوگوی-بوتوبویا (به لاتین: Ochchuguy-Botuobuya) یک رود در روسیه است که در یاقوتستان واقع شده‌است.